# Mini Jogos do Pacífico
Os Mini Jogos do Pacífico, é um evento multiesportivo disputado por países e territórios localizados na Oceania . Antes de 2009, era conhecido como os Mini-Jogos do Pacífico Sul . O evento foi realizado a cada quatro anos desde os jogos inaugurais . É chamado de 'Mini' porque é uma versão reduzida do os principais Jogos do Pacífico.

## Eventos
| Ano  | Edição | Cidade-Sede | Datas                         | # Atletas      | # Nações | # Esportes |
| ---- | ------ | ----------- | ----------------------------- | -------------- | -------- | ---------- |
| 1981 | I      | Honiara     | 7–19 Julho                    | 600            | 15       | 5          |
| 1985 | II     | Rarotonga   | 31 de julho – 9 de agosto     | 700            | 15       | 6          |
| 1989 | III    | Nukuʻalofa  | 22 de agosto – 1 de setembro  | 832            | 16       | 6          |
| 1993 | IV     | Port Vila   | 9–16 Dezembro                 |                | 15       | 6          |
| 1997 | V      | Pago Pago   | 11–22 Agosto                  | 1798           | 19       | 11         |
| 2001 | VI     | Kingston    | 3–14 Dezembro                 |                | 18       | 10         |
| 2005 | VII    | Koror       | 25 de julho – 4 de agosto     |                | 20       | 12         |
| 2009 | VIII   | Rarotonga   | 21 de setembro – 2 de outubro | 1456           | 21       | 15         |
| 2013 | IX     | Mata-Utu    | 2–12 Setembro                 |                | 22       | 8          |
| 2017 | X      | Port Vila   | 4–15 Dezembro                 | 2000           | 23       | 14         |
| 2022 | XI     | Saipan      | 17–25 Junho                   | por determinar | 24       | 9          |

## Quadro de Medalhas Histórico
| Quadro de Medalhas Histórico | Quadro de Medalhas Histórico    | Quadro de Medalhas Histórico | Quadro de Medalhas Histórico | Quadro de Medalhas Histórico |       |
| ---------------------------- | ------------------------------- | ---------------------------- | ---------------------------- | ---------------------------- | ----- |
| Pos.                         | Nação                           | Ouro                         | Prata                        | Bronze                       | Total |
| 1                            | Nova Caledônia                  | 190                          | 152                          | 111                          | 453   |
| 2                            | Fiji                            | 157                          | 134                          | 138                          | 429   |
| 3                            | Polinésia Francesa              | 129                          | 94                           | 84                           | 307   |
| 4                            | Papua-Nova Guiné                | 116                          | 129                          | 122                          | 367   |
| 5                            | Samoa                           | 105                          | 59                           | 73                           | 237   |
| 6                            | Nauru                           | 65                           | 14                           | 16                           | 95    |
| 7                            | Ilhas Cook                      | 34                           | 44                           | 44                           | 122   |
| 8                            | Samoa Americana                 | 27                           | 32                           | 21                           | 80    |
| 9                            | Tonga                           | 25                           | 38                           | 60                           | 123   |
| 10                           | Vanuatu                         | 18                           | 23                           | 32                           | 73    |
| 11                           | Ilhas Salomão                   | 16                           | 45                           | 41                           | 102   |
| 12                           | Kiribati                        | 16                           | 6                            | 12                           | 34    |
| 13                           | Guam                            | 9                            | 13                           | 22                           | 44    |
| 14                           | Palau                           | 9                            | 11                           | 7                            | 27    |
| 15                           | Estados Federados da Micronésia | 9                            | 6                            | 5                            | 20    |
| 16                           | Wallis e Futuna                 | 7                            | 21                           | 23                           | 53    |
| 17                           | Ilha Norfolk                    | 7                            | 17                           | 12                           | 36    |
| 18                           | Marianas Setentrionais          | 4                            | 12                           | 8                            | 24    |
| 19                           | Niue                            | 2                            | 14                           | 7                            | 23    |
| 20                           | Ilhas Marshall                  | 2                            | 6                            | 0                            | 8     |
| 21                           | Tuvalu                          | 1                            | 2                            | 9                            | 12    |
| 22                           | Tokelau                         | 0                            | 2                            | 0                            | 2     |